# Jota Ursae Majoris
Jota Ursae Majoris (ι UMa; Talitha) — gwiazda poczwórna w gwiazdozbiorze Wielkiej Niedźwiedzicy.

## Nazwa
Tradycyjna nazwa gwiazdy, Talitha, wywodzi się od arabskiego wyrażenia ‏القفزة الثالث‎ Al Ḳafzah al thālithaḥ, co oznacza „trzeci skok (gazeli)”. Historycznie odnosiło się ono do tej gwiazdy oraz pobliskiej Kappa Ursae Majoris, ale przylgnęło tylko do pierwszej z nich. Jota Ursae Majoris ma też nowoczesną nazwę Dnoces, która została nadana przez astronautów z programu Apollo. Spośród 36 gwiazd wykorzystywanych przez nich w astronawigacji, trzy nie miały powszechnie używanych nazw własnych. Astronauci nazwali je na cześć kolegów, którzy zginęli w 1967 roku w pożarze podczas rutynowego testu na pokładzie statku Apollo 1. Czytana wspak nazwa „Dnoces” upamiętnia astronautę Edwarda White’a II (II – ang. Second). W 2016 roku Międzynarodowa Unia Astronomiczna formalnie zatwierdziła użycie nazwy Talitha dla określenia tej gwiazdy.

## Charakterystyka
Główny składnik układu (ι UMa A) to gwiazda typu widmowego A7 lub F0, klasyfikowana jako gwiazda ciągu głównego lub podolbrzym. Jej temperatura wynosi ok. 7260 K, masa 1,7 ± 0,1 M☉, a świeci ona 9 razy jaśniej od Słońca. Wokół niej w odległości 5–6 au krąży mniejsza gwiazda, prawdopodobnie biały karzeł o masie 1,0 ± 0,3 M☉. Tworzą one układ spektroskopowo podwójny. Okres orbitalny tej pary wynosi ok. 12,2 roku, a ekscentryczność orbity wynosi 0,6.
W odległości około 132 au od tej pary znajduje się para czerwonych karłów typu widmowego M3 V i M4 V (składniki B i C) o masach ok. 0,35 i 0,30 M☉. Ich jasności wynoszą 10,8 i 11,1m. Krążą one wokół wspólnego środka masy, dzieli je odległość 10 au, jeden obieg zajmuje im 40 lat. Z kolei obieg wspólnego środka masy całego układu zajmuje tej parze karłów 2084 lata (wcześniejsza praca podawała 818 lat), a ekscentryczność tej orbity to aż 0,9.
System ten wydaje się niestabilny w skali czasu poniżej miliona lat.